# Penionomus dispar
Penionomus dispar är en spindelart som först beskrevs av Simon 1889.  Penionomus dispar ingår i släktet Penionomus och familjen hoppspindlar. Inga underarter finns listade i Catalogue of Life.